# Граціан
Фла́вій Граціа́н (лат. Flavius Gratianus;  бл. 359, Сірмій  —  25 серпня 383, Ліон) — імператор Західної Римської імперії з 375 по 383 рік. Граціан був проголошений батьком, імператором Валентиніаном I, співправителем Західної Римської імперії з титулом августа у 367 році. У 375 році після смерті батька він став самостійним імператором у віці 16 років.

## Походження
Граціан народився 18 квітня (25 травня) 359 року у Сірмії (сучасна сербська Сремська Митровиця) у родині римського офіцера Валентиніана і Марини Севери. Його батька, який командував військами в ранзі коміта в Африці, а потім у Британії у 364 році армія проголосила римським імператором. Валентініан обрав собі для правління Захід, а східну частину Римської імперії віддав своєму братові Валенту, якого зробив імператором-співправителем.
У 367 році після важкої хвороби Валентиніан призначає Граціана наступником. Отже, він у віці 8 років отримує титул августа. У 374 одружується з Констанцією — дочкою Констанція II. Після смерті свого батька у 375 Граціан стає правителем Західної Римської імперії. Римські війська під командою германського командира Меробана також висувають свого імператора, брата Граціана — неповнолітнього Валентиніана ІІ. Граціан погоджується бути з ним співімператором.

## Правління
Граціан вибрав спочатку своєю резиденцією Трір, пізніше перебирається до Мілана і у 376 році святкує десятиріччя свого правління у Римі. У нього складаються добрі стосунки з сенатом, та у цей час всіляко сприяє латинській літературі.
Він продовжує розпочаті батьком роботи з укріплення кордону вздовж Рейну. У 378 році переходить Рейн зі своїми військами ведучи боротьбу проти Алеманів на чолі із Пріаром і перемагає у битві при Аргентоварії.
9 серпня 378 року його східний співімператор та дядько Валент зазнає поразки у війні проти готів і гине у битві під Андріанополем. Граціан не був готовий до управління всією імперією і направляє на схід 19 січня 379 Феодосія І, який однак у наступних роках не проявляє дружелюбності до свого західного сусіда.
Граціан був першим римським імператором, що відмовився на початку правління від пропозиції римських жерців прийняти священний титул Великого Понтифіка, вважаючи його несумісним з християнською вірою. Закони 376 — 377 року від його імені були спрямовані проти єретичних течій у християнстві.
У 381 році він наказав винести вівтар і статую Вікторії з будівлі римського Сенату, а пізніше конфіскувати майно релігійних язичницьких об'єднань, позбавивши їх державних субсидій. У тому ж році Граціан скликав у Акуїлеї собор, на якому фактично було засуджено аріанство в іллірійських провінціях імперії. У приватних листах до свого духовного наставника Св. Амвросія Граціан виявляє щире бажання розібратися в питаннях віри і суворо дотримуватися принципів християнського вчення.
Хоча головну заслугу в справі перетворення християнства в державну релігію Римської імперії християнські історики віддають Феодосію Великому, Граціан також зробив чимало для утвердження християнства на заході імперії.
У 383 Граціан видає закон про апостасію (відступництво від віри), що переслідувалося державою. У цьому ж році у Британії спалахнуло повстання під керівництвом Магна Максима, яке поширилось і на Галлію. Граціан спробував його придушити, однак війська перестали слухатись його і він утікає у Ліон, де його 23 серпня 383 вбивають.
Його брат Валентиніан II стає наступником на троні, однак мусить ділитися правлінням із Магном Максимом. Феодосій Великий залишався імператором сходу до смерті Валентиніана, а після неї був останнім імператором, що управляв і західною і східною частинами імперії одноосібно.

## Вшанування пам'яті
На його честь названо місто Граціанополь.